# National Basketball Association 1967-1968
La stagione della National Basketball Association 1967-1968 fu la 22ª edizione del campionato NBA. La stagione si concluse con la vittoria dei Boston Celtics, che sconfissero i Los Angeles Lakers per 4-2 nelle finali NBA.

## Squadre partecipanti
- Baltimore Bullets
- Boston Celtics
- Chicago Bulls
- Cincinnati Royals
- Detroit Pistons
- L.A. Lakers

- N.Y. Knicks
- Philadelphia 76ers
- San Diego Rockets
- S.F. Warriors
- Seattle S.Sonics
- St. Louis Hawks

## Classifica finale

### Eastern Division
| Squadra            | V  | P  | %    | GB |
| ------------------ | -- | -- | ---- | -- |
| Philadelphia 76ers | 62 | 20 | 75,6 | -  |
| Boston Celtics C   | 54 | 28 | 65,9 | 8  |
| New York Knicks    | 43 | 39 | 52,4 | 19 |
| Detroit Pistons    | 40 | 42 | 48,8 | 22 |
| Cincinnati Royals  | 39 | 43 | 47,6 | 23 |
| Baltimore Bullets  | 36 | 46 | 43,9 | 26 |

### Western Division
| Squadra                | V  | P  | %    | GB |
| ---------------------- | -- | -- | ---- | -- |
| St. Louis Hawks        | 56 | 26 | 68,3 | -  |
| Los Angeles Lakers     | 52 | 30 | 63,4 | 4  |
| San Francisco Warriors | 43 | 39 | 52,4 | 13 |
| Chicago Bulls          | 29 | 53 | 35,4 | 27 |
| Seattle SuperSonics    | 23 | 59 | 28,0 | 33 |
| San Diego Rockets      | 15 | 67 | 18,3 | 41 |

## Vincitore
| Campione NBA 1967-1968      |
| --------------------------- |
| Boston Celtics (10º titolo) |

## Statistiche
| Categoria | Giocatore        | Squadra            | Stat  |
| --------- | ---------------- | ------------------ | ----- |
| Punti     | Dave Bing        | Detroit Pistons    | 2.142 |
| Rimbalzi  | Wilt Chamberlain | Philadelphia 76ers | 1.952 |
| Assist    | Wilt Chamberlain | Philadelphia 76ers | 702   |
| FG%       | Wilt Chamberlain | Philadelphia 76ers | 59,5  |
| FT%       | Oscar Robertson  | Cincinnati Royals  | 87,3  |

## Premi NBA
- NBA Most Valuable Player Award: Wilt Chamberlain, Philadelphia 76ers
- NBA Rookie of the Year Award: Earl Monroe, Baltimore Bullets
- NBA Coach of the Year Award: Richie Guerin, St. Louis Hawks
- All-NBA First Team:
  - Elgin Baylor, Los Angeles Lakers
  - Jerry Lucas, Cincinnati Royals
  - Wilt Chamberlain, Philadelphia 76ers
  - Dave Bing, Detroit Pistons
  - Oscar Robertson, Cincinnati Royals
- All-NBA Second Team:
  - Willis Reed, New York Knicks
  - John Havlicek, Boston Celtics
  - Bill Russell, Boston Celtics
  - Hal Greer, Philadelphia 76ers
  - Jerry West, Los Angeles Lakers
- All-Rookie Team:
  - Al Tucker, Seattle SuperSonics
  - Walt Frazier, New York Knicks
  - Phil Jackson, New York Knicks
  - Bob Rule, Seattle SuperSonics
  - Earl Monroe, Baltimore Bullets